# Ferdinando Tacconi
Ferdinando Tacconi (* 27. Dezember 1922 in Mailand; † 11. Mai 2006) war ein italienischer Comiczeichner.
Ferdinando Tacconi wurde nach dem Zweiten Weltkrieg als Illustrator für italienische Magazine tätig. 1949 erschien seine erste Abenteuer-Comicserie Sciuscià, gefolgt von Nat del Santa Cruz (dt. Hein der Schiffsjunge). Die nächsten Jahre zeichnete er die Weltraumgeschichten  Jet Morgan und Jeff Hawke für britische Verlage. 1973 erschien mit Gli Aristocratici (dt. Gentlemen GmbH, Text: Alfredo Castelli) seine bekannteste Comicserie über eine britische Diebesbande, die er bis 1982 zeichnete.
In späteren Jahren zeichnete er einzelne Folgen von Dylan Dog und Nick Raider. 2001 wurde er mit dem Yellow Kid für sein Lebenswerk ausgezeichnet.